# World Vision International
World Vision International (WVI) — международная благотворительная организация, занимающаяся вопросами предоставления гуманитарной помощи. Основанная в 1950 году преподобным Робертом Пирсом, она превратилась в одну из крупнейших организаций по предоставлению помощи и развития в мире, с общим доходом (включая гранты, продукты, пожертвования и иностранную безвозмездную помощь) в размере $ 2,67 млрд (2012). Нынешний президент World Vision International — Кевин Дженкинс (англ. Kevin Jenkins).

## История
World Vision Inc. был основан Робертом Пирсом в 1950 году в целях оказания гуманитарной помощи. Первоначально функционировал в Соединенных Штатах, но вскоре распространил деятельность на другие страны; в 1966 году организация была переименована в «World Vision International». В 1977 году произошла реструктуризация, президентом стал Вальтер Стэнли Мунейхем (англ. Walter Stanley Mooneyham). World Vision International взяла большинство международных функций, ранее выполняемых World Vision Inc.; штаб-квартира осталась в том же здании в Монровии, Калифорния. Мунейхем оставался президентом World Vision International до 1982 года, когда он ушел в отставку после критики в рамках Международного совета, где обвинения варьировались от диктаторского стиля лидерства до этноцентристского стиля общения.
В 1967 году Эдом Дейтоном (англ. Ed Dayton) была основана «Миссия перспективных исследований и коммуникационный центр» (англ. Mission Advanced Research and Communication Center, MARC) как подразделение World Vision International.
В 1970-х, World Vision начала подготовку семей к развитию малых хозяйств, обучая нуждающихся сельскохозяйственным навыкам; организация также начала устанавливать водяные насосы для получения чистой воды в общинах, что вызвало падение младенческой смертности. Волонтёры теперь используют пресную воду, чтобы научить членов общины садоводству и орошению.
В 1990-х, организация начала фокусироваться на потребностях детей, которые стали сиротами в Уганде, Румынии и Сомали в ответ на распространение СПИДа, пренебрежение и гражданскую войну, соответственно. WVI также присоединились к миротворческим усилиям Организации Объединенных Наций, чтобы помочь тем, кто пострадал в результате гражданской войны, и начали содействовать международному запрету на мины.
Сегодня World Vision работают в партнёрстве почти в 100 странах по всему миру, помогая более чем 100 миллионам человек в борьбы с нищетой, голодом и несправедливостью, независимо от их религиозных убеждений; в настоящее время организация сфокусирована на вопросах развития сообществ и пропаганде для бедных, помощи бедным детям и их семьям.
World Vision является одним из ведущих мировых учреждений оказания помощи и развития. В Великобритании он является одним из членов Комитета по катастрофам и чрезвычайным ситуациям. В нём занято более 40 000 человек и свыше 90 % персонала работает в своей родной стране.
В 2016 году власти Израиля заявили, что большую часть ресурсов, которые World Vision выделяла для помощи детям сектора Газы, директор местного представительства организации Мухаммед аль-Халаби переводил ХАМАС. Основной схемой увода средств израильская спецслужба ШАБАК называет организацию фиктивных тендеров под спонсируемые World Vision проекты. После этого (и предположительно вследствие этого) Германия и Австралия разорвали отношения с World Vision. В 2022 году аль-Халаби признали виновным и приговорили к 12 годам тюрьмы. World Vision и правозащитные организации охарактеризовали суд и приговор как несправедливые и непрозрачные.